# بی‌ریشه (ترانه)
«بی‌ریشه» (به انگلیسی: No roots) تک‌آهنگی از هنرمند اهل آلمان آلیس مرتون است که در ۲ دسامبر ۲۰۱۶ منتشر شد. 
این تک‌آهنگ در چارت‌های آلمان، ایتالیا، فرانسه، لوکزامبورگ، لهستان، اسلوونی و اسرائیل جزو ده ترانه اول قرار گرفت.